# Bartje
Bartje Bartels is de fictieve hoofdfiguur uit de boeken van Anne de Vries. Bartje is een jongetje dat opgroeit in een arm Drents landarbeidersgezin en dat zich allengs steeds minder wil schikken naar zijn lot. Bartjes beroemd geworden uitroep als moeder bruine bonen opschept, en vader oproept tot gebed: "Ik bid niet veur brune bonen" is exemplarisch.
Anne de Vries was onderwijzer te Zeist, toen in 1935 zijn jeugdroman Bartje werd uitgegeven door Callenbach in Nijkerk. Het was geen beschrijving van zijn eigen jeugd in Drenthe, maar veel van de gebeurtenissen en omstandigheden heeft hij om zich heen gezien. Hij slaagt erin de onbekommerdheid van de jeugd helder neer te zetten; ondanks de armoe en sores van het arbeidersgezin onderneemt zijn hoofdpersoon gebruikelijke kwajongensstreken. Tot nog diepere armoe vervalt het gezin wanneer vader Bartels, in opstand gekomen tegen zijn boer, zijn werk verliest doordat Bartje en diens broer Arie een streek hebben uitgehaald met boerenzoon Sikko.
Het vervolg op het boek Bartje is Bartje zoekt het geluk.
Bartje werd vertaald in het Duits, Zweeds, Fins, Deens, Noors, Tsjechisch en Hongaars.

## Het standbeeld

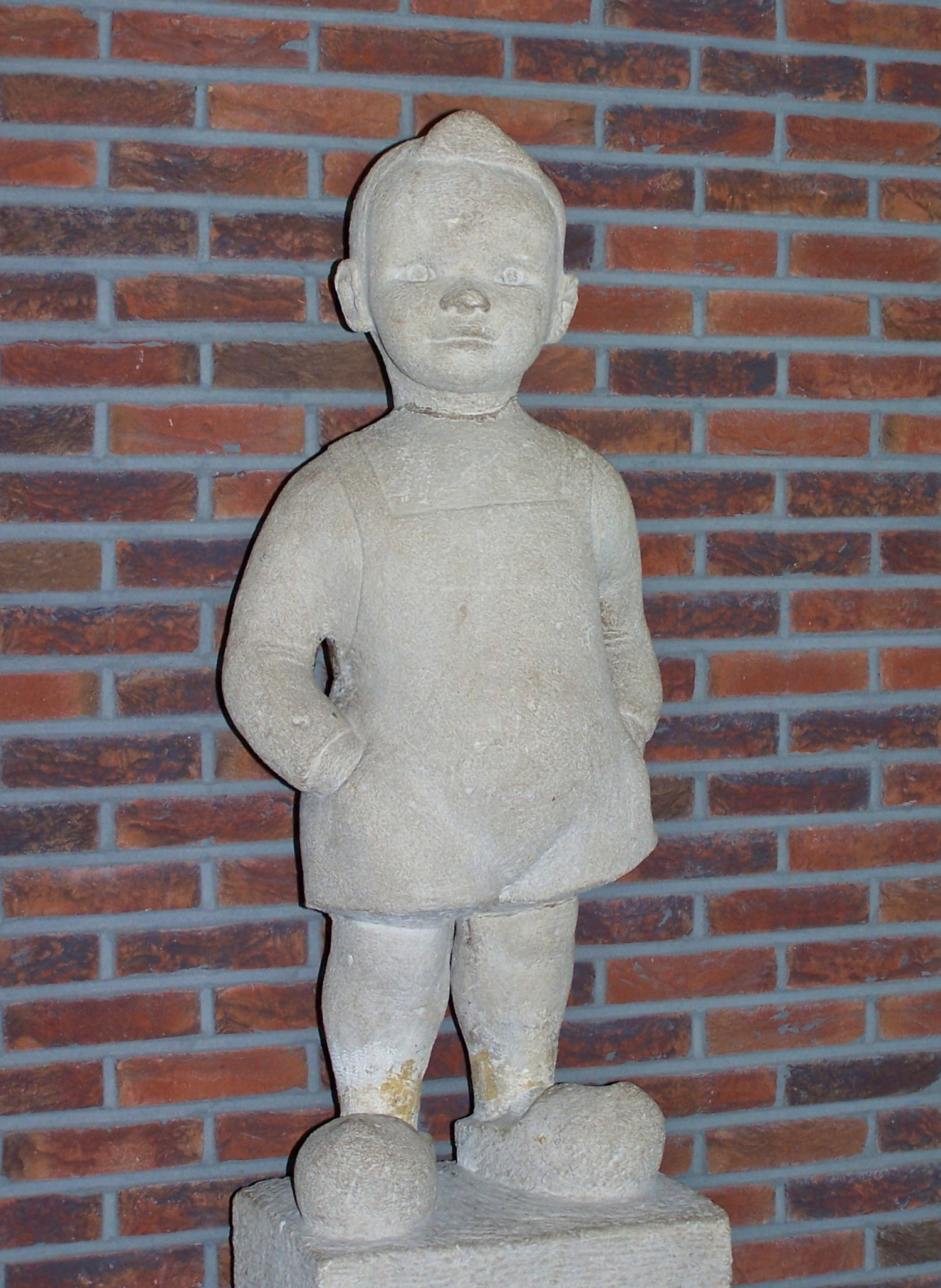
Het originele standbeeld van Bartje

Op 4 september 1954  werd in de tuin achter het gemeentehuis in het centrum van Assen een standbeeld van Bartje onthuld. Het beeld werd gemaakt door Suze Boschma-Berkhout. Omdat dit stenen beeld geregeld vandalisme kreeg te verduren, maakte de beeldhouwster in 1981 een nieuw bronzen beeld. De stenen versie verhuisde naar de hal van het Asser gemeentehuis. Sinds juni 2013 staat het in de Kloostergang van het Drents Archief aan de Brink te Assen. Hier bevinden zich ook de originele manuscripten van het boek.
Ook het bronzen beeld ontkwam niet aan vandalisme. In 1991 werd het beeld ontvreemd door een oudejaarsclub uit Oldeberkoop; alleen Bartjes klompen stonden nog op de sokkel. Eind november 2003 werd het beeld opnieuw ontvoerd. De zesvoudige verankering werd met geweld doorgezaagd. Vlak voor de kerst ontving het Dagblad van het Noorden een briefje dat het beeldje geplaatst was voor de voeten van het beeld van de legendarische Friese strijder Grote Pier in Kimswerd. De ontvoering was gepleegd door de oudejaarsvereniging uit Zorgvlied. Het beeldje werd eind januari 2004 teruggeplaatst waarbij de daders voor de kosten opdraaiden.
Hoewel de bevestiging werd verstevigd bleek dit toch nog niet voldoende. Op 1 mei 2004 was het opnieuw raak. Onverlaten haalden 's nachts het beeld weg. De volgende dag werd het in de berm van de weg door Bovensmilde teruggevonden met ernstige beschadigingen. Overwogen wordt het beeld te verplaatsen naar een meer in het oog lopende plek.
In menig Drents huishouden staat ook een beeldje van Bartje, in de vorm van een miniatuurversie van het oorspronkelijke beeld.
In Madurodam staat een miniatuur van het beeld van Bartje.

## Bartjes verjaardag
Al enkele jaren viert Bartje zijn verjaardag in de Drentse provinciehoofdstad Assen. Vrijwel ieder jaar gebeurt dit (doorgaans) op de eerste zaterdag in september, meestal op het Koopmansplein in het centrum. In tegenstelling tot wat gebruikelijk is, viert Bartje ieder jaar zijn twaalfde verjaardag.
Het gratis feest is bestemd voor kinderen tot 13 jaar. Voor de kinderen worden diverse activiteiten gehouden, maar dat gebeurt pas, nadat Bartje is toegezongen. De activiteiten lopen uiteen van een kindershow, Bartjes Kinderboerderij, ballonnenwedstrijd, luchtkussens, gratis slush puppy of ranja, suikerspinnen en nog veel meer...
In 2010 vierde Bartje zijn verjaardag aan de 'Kop van de Vaart', in verband met het stadsthema 'Assen Vaar(t)jaar'. Rond dat thema konden de kinderen tijdens de verjaardag van Bartje ook een zeilclinic volgen en meedoen met kanopolo. Verder was er een badeendenrace en wedstrijden spijkerbroekhangen en kussengevechten.

## Televisiebewerkingen

### Dramaserie (1972)
In 1972 bewerkte Willy van Hemert de verhalen als een dramaserie voor televisie. Alle rollen werden gespeeld door geboren Drenten en de dialogen in het Drents gevoerd met ondertitels in Algemeen Nederlands. De serie werd in zeven afleveringen uitgezonden door de NCRV, beginnend op 26 december 1972. In de zomer van 1985 werd de serie herhaald. Bij de tweede herhaling in 2004 had de NCRV de afleveringen teruggebracht van 55 minuten naar een (voor de omroep gemakkelijker) lengte van 45 minuten.
- Bartje (jong) - Jan Krol
- Bartje (ouder) - Jaap Schadenberg
- Bartjes moeder - Jantje Weurding
- Bartjes vader - Arend Kuik
- Berendje - Berthold Ziengs
- Boer Wapse - Jan Kroesen
- Dikke Jan - Bard de Vries
- Riekie - Dominique Markerink
- Arie - Hans Jalving
- Gert - Ab de Wolde
- Sicco - Erik Ziengs
- Lammechien - Ina Dekker

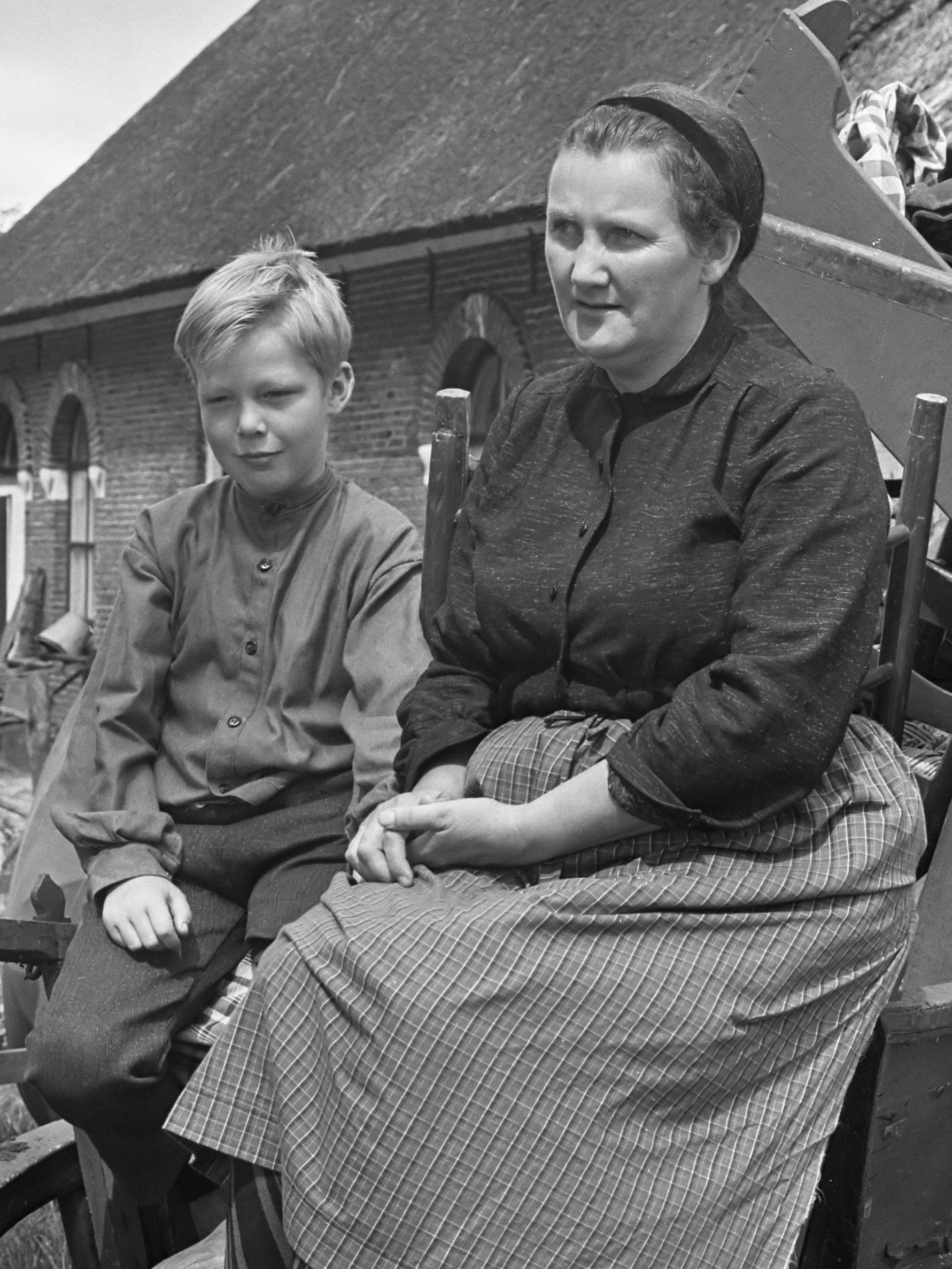
Jan Krol en Jantje Weurding als Bartje en zijn moeder (1972)

- Opoe Tjobbe - Jobkien van der Hoeven
- Derk met-de-helm - Opa Schepers

Scenario en Regie - Willy van Hemert
Muziek - Harry de Groot
Zang - Reinder Pepping, het Asser Mannenkoor, het Christelijk Mannenkoor Assen onder leiding van Bert Scholten
Bij supermarktketen SPAR verscheen in 1973 de langspeelplaat Ik mocht Bartje zijn, met daarop het verhaal van de serie, verteld door Jan Krol, met veel dialogen en muziek uit de serie.
In zijn boek Bekijk het maar uit 1976 vertelt Willy van Hemert uitgebreid over het ontstaan van de serie en de intensieve draaiperiode in Drenthe in de zomer van 1972.

### Dvd
De serie is ook op dvd uitgebracht door de NCRV. Als extra's zijn interviews met enkele spelers toegevoegd. Ze vertellen hoe ze op hun deelname aan de serie terugkijken. Naast Jan Krol zijn onder anderen Hans Jalving, Jantje Weurding en Ina Dekker te zien.